# کتابخانه و مرکز اسناد بنیاد ایران‌شناسی
کتابخانه و مرکز اسناد بنیاد ایران‌شناسی در سال ۱۳۸۰ تأسیس شده‌است. کتابخانه و مرکز اسناد بنیاد ایران‌شناسی مجموعه‌ای است که برای تشویق مطالعه و تحقیق دربارهٔ ایران‌شناسی و نیز آشنایی با گذشتهٔ تاریخی، ادبی، فرهنگی و علمی ایران و ایرانیان تشکیل شده‌است. به علاوه، فضای مناسبی برای مطالعه و تحقیق فراهم آورده‌است.

## موجودی کتابخانه
کتابخانهٔ مرکزی مجموعه‌ای است که با داشتن بیش از ۱۷۰ هزار مدرک تخصصی ایران‌شناسی، در بخش‌های نمایشگاه اسناد، نسخ خطی و چاپ سنگی، امانت، مرجع، نشریات، سازماندهی و مجموعه‌سازی در حال فعالیت است.
کتابخانه دارای ۱۰۸۳۴۷ جلد کتاب فارسی و لاتین است که دربردارندهٔ ۷۹۷۰۲ عنوان است. به علاوه، حدود ۷۰۰۰ عنوان مدرک غیر از کتاب، شامل گزارش، طرح و پایان‌نامه، ۲۱۰۰۰ عنوان مدارک دیداری - شنیداری شامل پوستر، نقشه، کارت پستال، لوح فشرده، عکس، اسلاید، فیلم و نیز بیش از ۴۰۰۰۰ جلد نشریه را داراست. این کتابخانه با وجود عمر کوتاهش، در شمار یکی از غنی‌ترین مراکز تخصصی و تحقیقی مطالعات ایران‌شناسی به‌شمار می‌آید.

## بخش‌ها
- بخش امانت
- بخش سازماندهی
- بخش مجموعه‌سازی
- بخش مرجع
- بخش مرمت و مرکز اسناد کتابخانه
- بخش منابع دیداری و شنیداری
- بخش نشریات